# Кореш (река)
Кореш — река в России, протекает в Любимском районе Ярославской области. Устье реки находится в 1,8 км по левому берегу реки Перья от её устья. Длина реки составляет 14 км.
Протекает по лесу. Около устья находятся сельские населённые пункты Перья и Чернышево.

## Данные водного реестра
По данным государственного водного реестра России относится к Верхневолжскому бассейновому округу, водохозяйственный участок реки — Кострома от истока до водомерного поста у деревни Исады, речной подбассейн реки — Волга ниже Рыбинского водохранилища до впадения Оки. Речной бассейн реки — (Верхняя) Волга до Куйбышевского водохранилища (без бассейна Оки).
Код объекта в государственном водном реестре — 08010300112110000013035.